# Made In Esbjerg
Made In Esbjerg er et pop/rock arrangement, som hvert år i august holdes på spillestedet Tobakken i Esbjerg i forbindelse med Esbjerg Festuge.
Arrangementet koncentrerer sig primært om grupper og solister fra Esbjerg Kommune, der skriver egne kompositioner. Festivalen åbnede første gang dørene i 2009 med en scene, hvorefter den i 2010 udvidedes til at blive spillet på to scener. Festivalen arrangeres af lokale med bånd til studie- og ungdomsmiljøet i form af Huset og Ungdomshuset Konfus.
Primært har bands med rødder i lokalområdet optrådt ved arrangementet. Her kan blandt andre nævnes Kellermensch, Aphyxion, Bumsestilen og SuperCharger. Derudover har også Dúné spillet på Made in Esbjerg.